# Milà-Torí 2022
La Milà-Torí 2022 va ser l'edició 103 de la Milà-Torí. Es disputà el 16 de març de 2022 sobre un recorregut de 199 km amb sortida a Magenta i arribada a Rivoli. La cursa formava part de l'UCI ProSeries amb una categoria 1.Pro.
El vencedor fou el britànic Mark Cavendish (Quick-Step Alpha Vinyl), que s'imposà a l'esprint a Nacer Bouhanni (Arkéa-Samsic) i Alexander Kristoff (Intermarché-Wanty-Gobert Matériaux) segon i tercer respectivament.

## Equips
L'organització convidà a 20 equips a prendre part en aquesta edició de la Nokere Koerse.
| WorldTeams (14)- AG2R Citroën Team - Astana Qazaqstan Team - Bora-Hansgrohe - Cofidis - EF Education-EasyPost - Ineos Grenadiers - Intermarché-Wanty-Gobert Matériaux - Israel-Premier Tech - Movistar Team - Quick-Step Alpha Vinyl - BikeExchange-Jayco - Team DSM - Trek-Segafredo - UAE Team Emirates ProTeams (6)- Alpecin-Fenix - Arkéa-Samsic - Bardiani-CSF-Faizanè - Drone Hopper-Androni Giocattoli - Eolo-Kometa - TotalEnergies |
| |

## Classificació final
| \| Classificació general \| Classificació general \| Classificació general \| Classificació general \| Classificació general \| \| Corredor \| Corredor \| Equip \| Temps \| \| \| --------------------- \| --------------------- \| ---------------------------------- \| --------------------- \| --------------------- \| \| 1r \| Mark Cavendish \| Quick-Step Alpha Vinyl \| 4h 31' 22" \| \| \| 2n \| Nacer Bouhanni \| Arkéa-Samsic \| + 0" \| \| \| 3r \| Alexander Kristoff \| Intermarché-Wanty-Gobert Matériaux \| + 0" \| \| \| 4t \| Max Kanter \| Movistar Team \| + 0" \| \| \| 5è \| Peter Sagan \| TotalEnergies \| + 0" \| \| \| 6è \| Andrea Vendrame \| AG2R Citroën Team \| + 0" \| \| \| 7è \| Michael Mørkøv \| Quick-Step Alpha Vinyl \| + 0" \| \| \| 8è \| Ben Swift \| Ineos Grenadiers \| + 0" \| \| \| 9è \| Simone Consonni \| Cofidis \| + 0" \| \| \| 10è \| Biniam Girmay \| Intermarché-Wanty-Gobert Matériaux \| + 0" \| \| |                    |                                    |            |
| |                    |                                    |            |
| Font: ProCyclingStats |                    |                                    |            |
| Classificació general |                    |                                    |            |
| Corredor | Corredor           | Equip                              | Temps      |
| 1r | Mark Cavendish     | Quick-Step Alpha Vinyl             | 4h 31' 22" |
| 2n | Nacer Bouhanni     | Arkéa-Samsic                       | + 0"       |
| 3r | Alexander Kristoff | Intermarché-Wanty-Gobert Matériaux | + 0"       |
| 4t | Max Kanter         | Movistar Team                      | + 0"       |
| 5è | Peter Sagan        | TotalEnergies                      | + 0"       |
| 6è | Andrea Vendrame    | AG2R Citroën Team                  | + 0"       |
| 7è | Michael Mørkøv     | Quick-Step Alpha Vinyl             | + 0"       |
| 8è | Ben Swift          | Ineos Grenadiers                   | + 0"       |
| 9è | Simone Consonni    | Cofidis                            | + 0"       |
| 10è | Biniam Girmay      | Intermarché-Wanty-Gobert Matériaux | + 0"       |